# Sphaereupatorium
Sphaereupatorium, monotipski rod glavočika iz podtribusa Critoniinae, dio tribusa Eupatorieae. Jedina vrsta je  S. scandens

## Opis
Rod Sphaereupatorium uključuje jednu vrstu iz Bolivije i Brazila. Po brojnim značajkama podsjeća na Koanophyllon, ali se razlikuje po glavicama koje su grupirane u kuglaste grozdove.

## Sinonimi
- Conoclinium scandens Gardner; London J. Bot. 6: 437 (1847)
- Eupatorium hoffmannii Kuntze; Revis. Gen. Pl. 3(2): 147 (1898)
- Eupatorium poterioides Sch.Bip.; Linnaea 22: 571 (1849), nom. nud.
- Eupatorium sphaerocephalum Sch.Bip.; Linnaea 30: 182 (1859)-1860, nom. nud.
- Eupatorium sphaerocephalum Sch.Bip. ex Baker; Fl. Bras. 6(2): 317 (1876)
- Sphaereupatorium hoffmannii (Kuntze) B.L.Rob.; Contr. Gray Herb. 61: 25 (1920)
- Sphaereupatorium sphaerocephalum (Sch.Bip. ex Baker) R.M.King & H.Rob.; Phytologia 49: 6. (1981)